# Iola, Kansas
Iola là một thành phố thuộc quận Allen, tiểu bang Kansas, Hoa Kỳ. Năm 2010, dân số của xã này là 5704 người.

## Dân số
Dân số các năm:
- Năm 2000: 6302 người
- Năm 2010: 5704 người